# Cidarina
Cidarina is een geslacht van weekdieren uit de klasse van de Gastropoda (slakken).

## Soort
- Cidarina cidaris (Carpenter, 1864)